# انس اسخوت
انس اسخوت (انگلیسی: Ans Schut؛ زادهٔ ۲۶ نوامبر ۱۹۴۴) اسکیت‌باز سرعت اهل هلند بود.